# Gisela von Busse
Gisela von Busse (geboren 30. August 1899 in Groß-Lichterfelde; gestorben 16. November 1987 in Bonn-Bad Godesberg) war eine Bibliothekarin und Autorin von Standardwerken zu Bibliothekswissenschaft und Bibliotheksgeschichte.

## Leben
Gisela von Busse wurde 1899 als zweites von drei Kindern des preußischen Generalleutnants Johannes von Busse und seiner Ehefrau Maria von Holtzendorff (1872–1908) geboren. Ihre Geschwister waren Evamarie und Hans Wichert, alle wuchsen in Berlin auf; der Bruder lebte später in Hannover-Kleefeld.
Sie studierte Philosophie, Germanistik und Geschichte in Göttingen, München und Heidelberg und wurde 1926 promoviert. Die Buchpublikation ihrer Dissertation Die Lehre vom Staat als Organismus. Kritische Untersuchungen zur Staatsphilosophie Adam Müllers erschien 1928 in Berlin im Verlag Junker & Dünnhaupt. Ab Juni 1927 war sie als freiwillige Hilfsarbeiterin in der Universitätsbibliothek Göttingen tätig. 1928 wurde sie als Volontärin im neu begründeten bibliothekswissenschaftlichen Ausbildungsweg an der Friedrich-Wilhelms-Universität und der Preußischen Staatsbibliothek zu Berlin zugelassen und absolvierte 1929 erfolgreich ihre Abschlussprüfung.
Von 1930 bis 1934 war sie in der Notgemeinschaft der deutschen Wissenschaft für die Beschaffung ausländischer Literatur zuständig. Ab 1934 leitete sie das an der Preußischen Staatsbibliothek zu Berlin angesiedelte „Beschaffungsamt der deutschen Bibliotheken“. Nach Verlegung der Reichstauschstelle in das Haus der Preußischen Staatsbibliothek in Unter den Linden war Gisela von Busse bis 1945 als Stellvertreterin des Leiters Hugo Andres Krüß tätig.
Von 1949 bis 1965 war sie als Leiterin der Bibliotheksgruppe der Notgemeinschaft der deutschen Wissenschaft (ab 1951 Deutsche Forschungsgemeinschaft) tätig.
Im Herbst 1951 reiste Gisela von Busse im Auftrag der Deutschen Forschungsgemeinschaft als Leiterin der Tausch- und Beschaffungsstelle für ausländische Literatur in die USA, u. a. um sich über die kooperativen Unternehmungen der Literaturbeschaffung zu informieren und Dublettenspenden für deutsche Bibliotheken zu organisieren. In den 1980er Jahren lebte sie in Bonn, sie blieb wie ihre Schwester unverheiratet.

## Werke (Auswahl)

### Monografien
- Die Lehre vom Staat als Organismus. Kritische Untersuchungen zur Staatsphilosophie Adam Müllers. Junker & Dünnhaupt, Berlin 1928. (= Göttingen, Phil. Diss., 1929).
- mit Horst Ernestus: Das Bibliothekswesen der Bundesrepublik Deutschland: Eine Einführung. Harrassowitz, Wiesbaden 1968.
- mit Horst Ernestus: Libraries in the Federal Republic of Germany. Revised and enlarged English edition. Harrassowitz, Wiesbaden 1972.
- Struktur und Organisation des wissenschaftlichen Bibliothekswesens in der Bundesrepublik Deutschland. Harrassowitz, Wiesbaden 1977.
- mit Horst Ernestus und Engelbert Plassmann: Das Bibliothekswesen der Bundesrepublik Deutschland. 2. vollständ. überarb. Aufl. Harrassowitz, Wiesbaden 1983, ISBN 3-447-02340-6.

### Artikel
- Gemeinschaftsunternehmungen amerikanischer Bibliotheken in der Literaturbeschaffung. In: Zur Praxis der Wissenschaftlichen Bibliotheken in den USA. Wiesbaden: Harrassowitz, 1956, S. 148–171.
- Amerikanische Bücherspenden. In: Zeitschrift für Bibliothekswesen und Bibliographie, 1959; 6 (1): 11–23.
- Die Deutsche Forschungsgemeinschaft und die wissenschaftlichen Bibliotheken: Vortrag gehalten auf dem Bibliothekartag 1959 in Freiburg i.Br. In: Zeitschrift für Bibliothekswesen und Bibliographie, 1959; 6(3): 194–211.
- Zur Entstehung der Tausch- und Beschaffungsstelle für ausländische Literatur im Jahr 1949. In: In libro humanitas: Festschrift für Wilhelm Hoffmann zum 60. Geburtstag. Klett, Stuttgart 1962, S. 83–93.